# Atherion africanum
Atherion africanum is een straalvinnige vissensoort uit de familie van de koornaarvissen (Atherinidae). De wetenschappelijke naam van de soort is voor het eerst geldig gepubliceerd in 1965 door James Leonard Brierley Smith.